# Consilia qui dant prava cautis hominibus et perdunt operam et deridentur turpiter
La locuzione latina Consilia qui dant prava cautis hominibus, et perdunt operam et deridentur turpiter, tradotta letteralmente, significa quelli che danno cattivi consigli a uomini prudenti perdono il tempo e sono oggetto di derisione (Fedro).
La favola di Fedro, la cui morale è costituita dalla frase in questione, narra di un coccodrillo il quale, vedendo un cane dissetarsi, correndo, alle acque del Nilo, gli disse di fermarsi e di bere con tutta tranquillità. Il cane gli rispose: "Lo farei, se non sapessi quanto ti piaccia la mia carne".

Vi corrisponde il proverbio: Guardati da chi ti consiglia a scopo di bene...